# Massimo Ghini

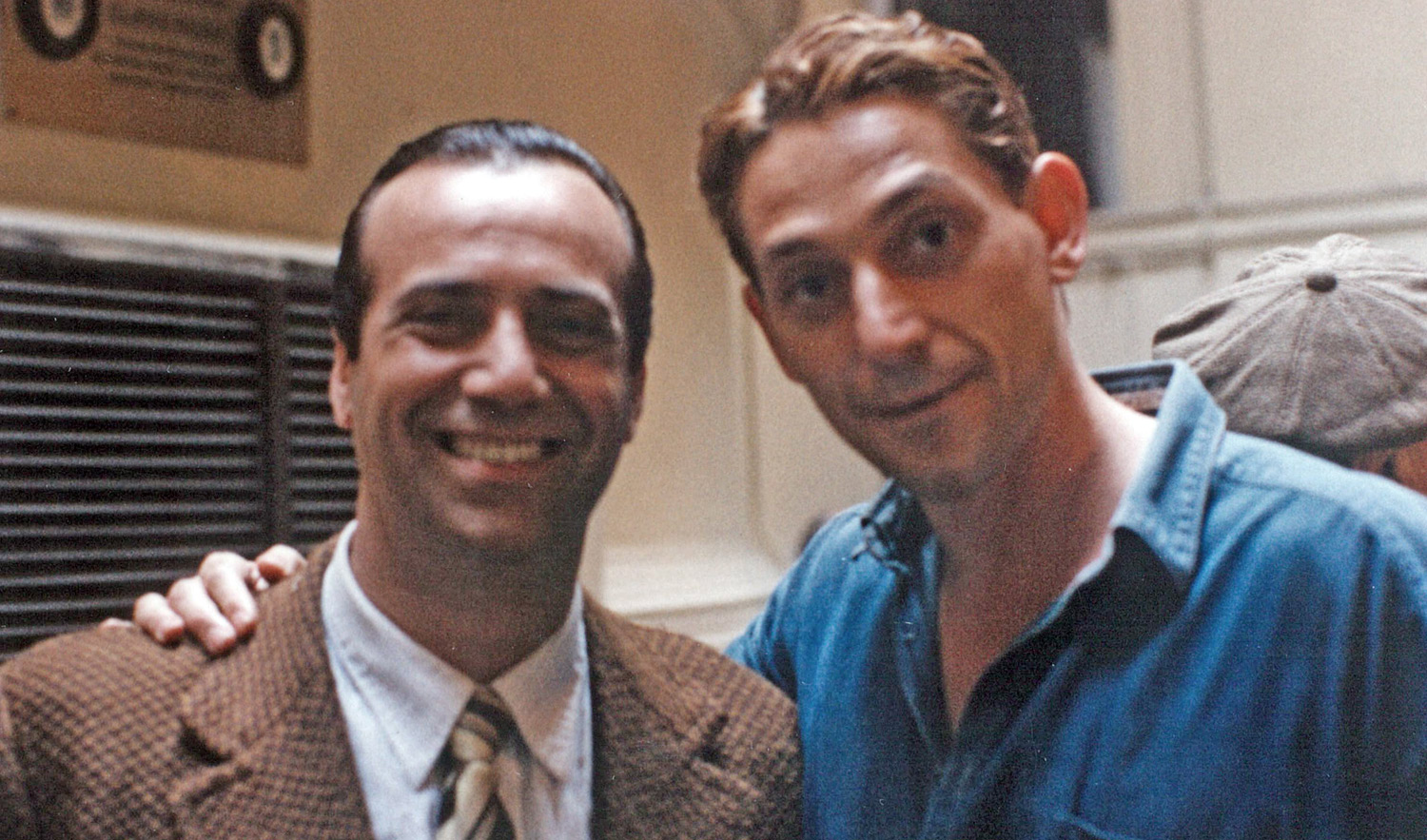
Massimo Ghini (izquierda) en el set de Celluloide, Roma, Italia, 1996.

Massimo Ghini (nacido el 12 de octubre de 1954) es un actor italiano. Ha trabajado con directores como Franco Zeffirelli, Giorgio Strehler, Giuseppe Patroni Griffi o Gabriele Lavia, entre otros. Estuvo casado con la actriz Nancy Brilli, y es padre de cuatro hijos.

## Filmografía
- La Velocidad De La Cruz (1980)
- La neve nel bicchiere (1984)
- Los Secretos De Los Secretos (1984)
- Así como habían sido (1987)
- Letal Obsesión (1987)
- Compagni di scuola (1988)
- Italia-Germania 4-3 (1990)
- La Batalla de los Tres Reyes (1990)
- Rojo Americano (1991)
- Se acabó la Fiesta (1991)
- Una storia semplice (1991)
- La bella vita (1994)
- La Verdadera Vida de Antonio H. (1994)
- Hombres Hombres Hombres (1995)
- Secreto De Estado (1995)
- Celluloide (1996)
- Sigue A Tu Corazón (1996)
- La Tregua (1997)
- El Juego De La Bolsa (1997)
- Té con Mussolini (1999)
- CQ (2001)
- Casi De América (2001)
- Juan XXIII: el Papa de La Paz (2002)
- Imperium: Augusto (2003)
- Piso 17 (2005)
- Natale de Nueva York (2006)
- Tutta la vita davanti (2008)
- Natale un Río (2008)
- No hay Lugar Como el Hogar (2018)
- L'agenzia dei bugiardi (2019)
- De sable et de feu (2019)
- Vivere (2019)
- La mia banda suona il pop (2020)

### La televisión
- Raccontami (2006-2008)
- Titanic: Blood and Steel (2012)
- The New Pope (2020)